# Eurodance
Eurodance (também conhecido como Euro-NRG) é um gênero musical de música eletrônica que se originou no final dos anos 80 na Europa. O gênero é conhecido por ter uma ênfase dançante, com uma batida forte que varia entre 90 a 150 BPM (em um compasso 4/4) e de conter uma vocalista feminina cantando o refrão, enquanto o vocalista masculino fornece apenas vocais de rap ou de apoio.
O termo "Eurodance" foi gradualmente associado a um estilo específico de música dance da Europa. Durante seus anos de ouro em meados da década de 1990, era conhecido como "Euro-NRG"; na Europa era frequentemente chamado de "Dancefloor" ou simplesmente "Dance". Embora o termo tenha sido inicialmente usado para descrever apenas produções de música dance feitas na Europa, existem alguns exemplos de bandas/artistas da década de 1990 produzidos nos Estados Unidos e em outras regiões do planeta, que seguiram o mesmo estilo musical e se tornaram populares particularmente na Europa, fez muito sucesso nas décadas de 90 e 2000.

## História

### 1987 - 1995: Ascensão e popularidade
A origem exata do Eurodance até hoje é incerta, mas sabe-se que ele já vinha sendo produzido desde o ano de 1987, principalmente em clubes underground e raves da Alemanha. Porém, o gênero não tinha uma identidade própria de som nessa época. Em 1988, o grupo pop alemão Milli Vanilli lançou a canção "Girl You Know It's True". No ano seguinte, é lançado o single o single "Ride on Time", canção da banda italiana Black Box. A mesma passou seis semanas em primeiro lugar no Reino Unido e foi o single mais vendido nesse mesmo país em 1989. Ride on Time continha o "house piano" da Korg M1, que pode ser encontrado em muitos lançamentos do Eurodance posteriormente. No mesmo ano, a banda Technotronic lançou o single "Pump Up the Jam", uma canção que combinava vocais de hip hop e soul adicionando ritmo usando tecnologia de computador e misturando sons eletrônicos, baixo e bateria, em uma atmosfera dançante e rítmica. Ao fazerem isso, um novo gênero nasceu o eurodance. Em 1990, o Snap! lança seu primeiro single, "The Power", que alcançou o número um na Holanda, Espanha, Suíça e Reino Unido.
Já no ano seguinte, em 1991, o gênero ganha mais notoriedade e espaço no cenário musical europeu, devido ao exitoso single "Get Ready for This" da banda holandesa 2 Unlimited, que conseguiu ser sucesso em vários países europeus e ajudou, de certa forma, a aumentar a conscientização sobre o gênero na Europa. Nesse mesmo período, outros artistas de eurodance se formaram na Alemanha, incluindo La Bouche, Jam and Spoon, Magic Affair, Intermission e Culture Beat. Após o single inovador "Rhythm Is a Dancer" do Snap! em 1992 (número 1 em 12 países e número 5 na Billboard Hot 100), novos grupos começaram a surgir em toda a Europa, principalmente na Itália, Bélgica e Holanda.
As canções notáveis que definiram o gênero neste período, apelidadas de "era de ouro" ou "fase clássica" do Eurodance, são "All That She Wants" do Ace of Base, "Somebody Dance with Me" do DJ Bobo, "More and More" do Captain Hollywood Project, "Omen III" do Magic Affair, "It's My Life" do Dr. Alban, "Because the Night" do CO.RO., "Please Don't Go" do Double You, "Another Night" do Real McCoy, "U Got 2 Let the Music" do Cappella, "Dreams (Will Come Alive)" do 2 Brothers on the 4th Floor, "The Color My Dreams" do B.G., The Prince of Rap, "Feel The Heat Of The Night" do Masterboy, "Saturday Night" da Whigfield, "Cotton Eye Joe" do Rednex, "Scatman (Ski-Ba-Bop-Ba-Dop-Bop)" do Scatman John, e "Set The World On Fire" do E-type, entre outras.
Músicas como "Mr. Vain" do Culture Beat, "What Is Love" do Haddaway e "Rhythm of the Night" da Corona, são considerados como verdadeiros hinos da Eurodance music. No mesmo período, a popularidade do gênero também se expandiu em todos os continentes. Entre os anos de 1992 a 1995, mais precisamente em 1993 e 1994, marcou-se grandes picos de produção desse gênero musical, sendo Itália o país onde se mais produziu Eurodance. Alguns produtores que mais se destacaram nesse tipo de gênero foi o sueco Max Martin e o italiano Larry Pignagnoli, ambos estavam por trás de dezenas de bandas.

### 1996 - 2003: Auge e novas ramificações
Em 1996, a Eurodance dominava as paradas musicais na Europa com 5 singles no top 10. Apesar de seu sucesso, muitos produtores de Eurodance observaram que o som do gênero deveria evoluir, difundido elementos de outros gêneros musicais, tais como dance-pop, reggae, trance e house. No entanto, nem todos os grupos seguiram esta tendência imediatamente. Porém, por volta do ano 1997, a popularidade do Eurodance começavam aos poucos a declinar, tanto na Europa como em várias regiões do mundo. A canção "Scatman's World" do Scatman John, foi o último grande sucesso original de Eurodance no Eurochart Hot 100. No final dos anos 1990, o 'som clássico' do Eurodance foi praticamente extinto, dando lugar à uma nova forma de se fazer o gênero, que naquela época já mesclava elementos de outros gêneros de música eletrônica com um som um pouco pop. Exemplos notáveis disso são "Coco Jamboo" da banda alemã Mr. President em 1996, "Freed from Desire" e "Let a Boy Cry" da cantora italiana Gala Rizzatto no mesmo ano, "Barbie Girl" do grupo dinamarquês Aqua em 1997, "Boom, Boom, Boom, Boom!!" do grupo Vengaboys em 1998 e "Blue (Da Ba Dee)" do grupo italiano Eiffel 65 em 1999.
No início da década de 2000, o gênero foi totalmente reformulado, agora trazendo um som mais técnico e moderno, além de trazer um solo vocal melhor trabalhado. Essa nova maneira de se fazer o gênero foi primeiramente popularizado por artistas como ATB, ATC, Alice DJ, Darude, Groove Coverage, DJ Sammy, beFour e Fragma. Nesse mesmo período, algumas variações regionais do gênero também conseguiram marcar o seu auge de produções e popularidade, como foi o caso da Bubblegum dance, um subgênero musical do Eurodance que ficou bastante popular na região da Escandinávia; enquanto o Italodance, um também subgênero musical do Eurodance, ficou imensamente popular na Itália. Ambos permaneceram populares na Europa de 1998 até 2001. Apesar da queda acentuada da popularidade, alguns hits ajudaram o gênero a se permanecer forte na Europa e em outros países, como "Hit Who Do You Love Now" da cantora Dannii Minogue lançado em 2001, "Something" da banda Lasgo, "Dragostea Din Tei" da banda O-Zone lançado em 2003 e "If You..." do cantor Magic Box no mesmo ano.

### 2004 - atualmente: Terceira (e última) onda e queda da popularidade
Entre os anos de 2004 a 2006, o gênero voltou a ser reintroduzido novamente no mercado e nas paradas musicais, sendo essa sua terceira e última vez. Alguns hits também ajudaram no interesse renovado de se fazer Eurodance, tais como"Axel F" do Crazy Frog, "Listen to Your Heart" do DHT, "Ding Dong Song" do Günther, "Boten Anna" do Basshunter, "Everytime We Touch" do Cascada etc.
Em meados do final da década de 2000 e início da década de 2010 verifica-se um forte movimento de sucessos mundiais provenientes de artistas da Romênia tais como; Edward Maya com "Stereo Love", "This is My life" e "Desert Rain" todos esses em colaboração com a cantora Vika Jigulina, passando por Akcent com "Thats My name", "Stay Whit Me" e "Love Stoned", Alexandra Stan com "Mr Sexobeat", Dan Balan com Chica Bomb e tendo como maior referência a cantora Inna (que até hoje tem um relativo sucesso em alguns países da Europa e no México) inicialmente com alguns singles do seu álbum Hot de 2009 e depois com o álbum I Am the Club Rocker lançado em 2011 ambos com colaboração do trio de produtores chamado "Play & Win". Esse período de sucesso deve-se em muito pela mistura musical do pop dançante com um toque local (melodia utilizada em canções de base cigana, onde o país tem uma considerável população) e que fora pejorativamente apelidado na crítica local de "PopCorn". Além disso, cantoras pop como Katy Perry e Rihanna, também fazem bastante sucesso com o gênero nesse mesmo ano.
Desde o início da década de 2010, a eurodance é de certa forma considerado como um gênero de "nicho" e com rara execução tanto em rádios como em TV, mas ainda assim tem espaço garantido em danceterias como em shows/turnês nostálgicos que muitas bandas desse gênero atualmente fazem, sendo a mais famosa "We Love The 90s".

## Popularidade

### Europa
Desde seu surgimento, a eurodance sempre foi muito popular no continente europeu, embora tenha perdido muita força nos dias atuais. Durante a década de 1990 e 2000, o eurodance foi muito popular na Alemanha, e o mesmo foi o responsável por revelar várias bandas consagradas do gênero. Porém, foi na Itália onde se mais produziu o gênero.
Países como Bélgica, Holanda, Suécia, Noruega, Finlândia, Dinamarca, Espanha, Suíça e França, foi onde a eurodance também foi muito popular, além de serem os países onde mais se comercializava o gênero. Ele também obteve sucesso moderado no Reino Unido nos anos 90, sendo popularizado por artistas próprios como Bus Stop, Undercover, Ann Lee, Lolly, The KLF entre outros.

### Ásia
O gênero foi razoavelmente popular no continente asiático no final dos anos 90, especialmente no Japão, onde era frequentemente lançado álbuns de compilação de eurodance, sendo o mais famoso o "Dancemania", que a cada edição reunia várias canções de vários artistas notáveis de eurodance/europop da Europa (incluindo E-Rotic e Captain Jack).

### Oceania
A eurodance era popular na Austrália e na Nova Zelândia no início da década de 1990, particularmente durante o tempo do surgimento de festas underground e raves. Sua popularidade nesses países diminuiu no final da década de 1990 e início dos anos 2000.

### América

#### Estados Unidos
Embora tenha feito bastante sucesso na Europa, o eurodance nunca foi o gênero popular ou mainstream nos Estados Unidos, tanto que ele não é muito conhecido por lá, exceto nas grandes cidades, como Nova York, Los Angeles, Chicago e Miami.
Apenas artistas do gênero como La Bouche, Scatman John, Cascada, 2 Unlimited, Real McCoy, Aqua, Culture Beat, Corona, Haddaway e Ace of Base, conseguiram alguma relevância no mercado americano. Apesar da falta de execução nas rádios, muitas canções de Hi-NRG e Eurodance são muito populares em eventos profissionais esportivos nos Estados Unidos, especialmente hóquei no gelo e basquete.

#### Canadá
Ao contrário do que aconteceu nos EUA, o eurodance tornou-se muito popular no Canadá nos anos 90, que produziu sua própria variante chamada de Canadance (embora fosse principalmente referida como "Eurodance" ou "Dance music"), popularizada por projetos como Sarina Paris, Capital Sound, Jacynthe, Shauna Davis, Emjay, Love Inc., Temperance, Jefferson Project, Big Bass, DFS, Kim Esty, The Boomtang Boys, Solina, Joée, Roxxy e BKS. Hoje em dia a eurodance é considerado como "gênero de nicho" por lá.

#### Brasil
Entre os anos de 1991 e 1992, ocorria a ascensão da eurodance no Brasil, período esse em que o novo gênero musical começava a se tornar bastante popular nas estações de rádio e em clubes noturnos espalhados pelo país. Entretanto, a eurodance só veio a se tornar mais popular em meados dos anos 90, graças à algumas famosas coletâneas de músicas do gênero que eram frequentemente lançadas pela Jovem Pan e pela extinta gravadora Paradoxx music, que desempenhou um papel importante na introdução e na popularização do gênero no Brasil. Além disso, era muito comum algumas canções de sucesso do gênero serem incluídas como parte de trilha sonoras de algumas novelas exibidas pela TV Globo naquela época.
O sucesso do gênero foi tanto no Brasil que, em 1995, é criado o "Close-Up Dance Festival", um festival totalmente voltado para a eurodance que reunia vários artistas do gênero. O evento ocorreu em dois dias, o primeiro no dia 18 no Vale do Anhangabaú, em São Paulo, e o outro no dia 19, na Praia de Ipanema, no Rio de Janeiro. 
Também houve bandas e artistas brasileiros de eurodance, como Sect, Gottsha, Hi-Tech, Dalimas, Anny e Kasino.

## Características
Muito da eurodance é caracterizado pela influência da hi-nrg, euro disco e house music; refrãos simples; raps com vocais masculinos; ganchos cativantes e uma batida bem forte que varia na maioria das vezes entre 90 e 150 BPM (batidas por minuto) com riffs feitos através de sintetizadores.
 O som é bem positivo, sempre acompanhado de letras que envolvem temas como amor, festa e paz, sempre dançantes e expressando emoções. As letras do Eurodance são quase sempre cantadas em inglês, independentemente da nacionalidade do artista. Porém, muitos artistas lançam suas canções tanto em inglês quanto em idiomas nativos, como é o caso do grupo belga Paradisio, onde letras em espanhol são usadas junto com elementos de música latina.
A maior parte do Eurodance é muito orientada para a melodia, além de enfatizar mais a percussão e ritmo. Ao contrário da maioria da música pop, que geralmente é escrita em tons maiores, a maioria das canções do gênero são em tons menores, semelhante ao techno. Isso, junto com letras positivas, ajuda a contribuir para o som geral poderoso e emocional do Eurodance. As performances ao vivo frequentemente são feitas em playback com o vocalista dublando no palco. Muitas bandas da eurodance passam uma imagem bem humorada, como é o caso do Captain Jack, uma sátira bem humorada de um militar tirano, enquanto o Rednex (cujo nome faz alusão a redneck), satiriza de uma forma icônica as pessoas do interior dos Estados Unidos.